# Żorniszcze
Żorniszcze (ukr. Жорнище) – wieś na Ukrainie w rejonie łuckim obwodu wołyńskiego.

## Historia
Podczas okupacji hitlerowskiej, we wrześniu 1941 roku Niemcy utworzyli getto dla żydowskich mieszkańców. Przebywało w nim około 500 osób. 27 maja 1942 roku Niemcy zlikwidowali getto, a Żydów wywieźli do getta w Ilińcach, by następnie ich wymordować. 
Do 2020 w rejonie kiwereckim.  